# State and Main
State and Main es una película de comedia del año 2000 escrita y dirigida por David Mamet y protagonizada por William H. Macy, Sarah Jessica Parker, Alec Baldwin, Julia Stiles, Philip Seymour Hoffman, Rebecca Pidgeon, David Paymer, Patti LuPone, Clark Gregg, y Charles Durning.
El argumento cuenta la filmación de una película en el pueblo de Waterford (Vermont) titulada El molino viejo. La película real estuvo filmada en Mánchester-by-the-Sea, Beverly, Dedham y Waltham, localidades de Massachusetts.

## Sinopsis
El rodaje de una película debe trasladarse de Nuevo Hampshire a la pequeña Waterford, por problemas con su actor principal.
Como la película se titula El molino viejo, necesitan uno, pero resulta que el de la localidad se quemó hace décadas.
El director de la película (William H. Macy) pone su fe en la capacidad de su guionista (Philip Seymour Hoffman) para alterar el guion, pero el guionista está bloqueado. La bibliotecaria local, Annie Black (Rebecca Pidgeon), intenta ayudarle.
Mientras la actriz principal (Sarah Jessica Parker) dice que no hará una escena de desnudo si no la pagan un adicional de $800,000, el pervertido actor principal (Alec Baldwin), seduce a Carla (Julia Stiles), una adolescente del pueblo y tienen un accidente de coche cuando van juntos.
El guionista es testigo del accidente y duda si decir la verdad, lo que hundiría la carrera del actor, o callarse como sugiere el productor de la película (David Paymer).

## Reparto
- William H. Macy - Walt Price
- Sarah Jessica Parker - Claire Wellesley
- Alec Baldwin - Bob Barrenger
- Julia Stiles - Carla
- Philip Seymour Hoffman - Joseph Turner White
- Rebecca Pidgeon - Ann
- David Paymer - Marty Rossen
- Clark Gregg - Doug Mackenzie
- Patti LuPone - Sherry
- Charles Durning - Mayor George Bailey
- Lionel Mark Smith - Bill Smith
- Ricky Jay - Jack
- Michael Higgins - Doc Wilson
- Jonathan Katz - Howie Oro
- Laura Silverman - Secretario
- Michael Bradshaw - Sacerdote
- J. J. Johnston - Stationmaster
- John Krasinski - Caddy / el ayudante del juez (sin acreditar)

## Premios y candidaturas
- Lanzando Sociedad de América
  - Ganador: Artios @– Mejor reparto de Comedia (Avy Kaufman)
- Asociación de Críticos de cine de Chicago
  - Candidato: mejor guion (David Mamet)
- Círculo de Críticos de cine de Florida
  - Ganador: mejor reparto
  - Ganador: mejor guion (David Mamet)
- Ft. Lauderdale Festival de cine internacional
  - Ganador: Premio del Jurado – película mejor (David Mamet)
  - Ganador: actor secundario (William H. Macy)
- National Board of Review
  - Ganador: mejor reparto
- Sociedad de Críticos de Películas on-line
  - Ganador: mejor reparto
  - Candidato: mejor guion (David Mamet)
- Premios de satélite
  - Candidata: mejor película
  - Candidata: mejor secundaria (Rebecca Pidgeon)
  - Candidato: mejor guion original (David Mamet)